# Измир
Измир (тур. İzmir, грч.  []; такође Смирна, грч. Σμύρνη [] или , тур. Smirni или Smirna) је град у Турској у вилајету Измир.
Назив града је званично постао након завршетка грчко-турског рата 1923. године. Смирна је била древна еолска, па јонска колонија. Лидијски краљ Алијат II разорио ју је 575. п. н. е. Град је обновљен по замисли Александра Великог. Од 4. стољећа био је у склопу Византије, а од 1424. до 1919. Османског царства. Од 1919. до 1922. налазио се под грчком окупацијом, а отада је поновно у саставу Турске.
Град излази на Егејско море и то је друга по величини лука у Турској (одмах после Истанбула). Према процени из 2009. године у граду је живело 2.699.721 становника, по чему је трећи град по величини у Турској (после Истанбула и Анкаре). Главна је извозна лука, средиште истоимене покрајине, индустријски и трговачки центар, друмско и жељезничко раскршће. Најближи аеродром Аднан Мендерес је удаљен 18 km јужно.
Измир је дом Aртемидиног храма, једног од седам чуда античког свијета. То је град који је успио да се модернизује, при томе одржавши археолошко и историјско благо.

## Географија
Измир се налази на надморској висини од 2 m. Налази се на обали Егејског мора, у истој ували на ушћу реке Кизилцхулу (раније Мелес).

### Клима
С повољном климом Измир има лијепо природно окружење за пољоприведу. Пошто се Измир налази сјеверно од Анатолијске ривијере, зиме су овдје хладне. Углавном постоје обилне кише, мада има година када је сњежни покривач успостављен. Углавном је вруће и суво. Мало је падавина, али топлина је константно омекшана западним ветром који доноси хладноћу из мора.
| Клима (Измир)              | Клима (Измир) | Клима (Измир) | Клима (Измир) | Клима (Измир) | Клима (Измир) | Клима (Измир) | Клима (Измир) | Клима (Измир) | Клима (Измир) | Клима (Измир) | Клима (Измир) | Клима (Измир) | Клима (Измир) |
| Показатељ \ Месец          | .Јан.         | .Феб.         | .Мар.         | .Апр.         | .Мај.         | .Јун.         | .Јул.         | .Авг.         | .Сеп.         | .Окт.         | .Нов.         | .Дец.         | .Год.         |
| -------------------------- | ------------- | ------------- | ------------- | ------------- | ------------- | ------------- | ------------- | ------------- | ------------- | ------------- | ------------- | ------------- | ------------- |
| Средњи максимум, °C (°F)   | 12,2 (54)     | 13,3 (55,9)   | 16,2 (61,2)   | 20,8 (69,4)   | 25,9 (78,6)   | 30,5 (86,9)   | 32,7 (90,9)   | 32,3 (90,1)   | 28,9 (84)     | 23,5 (74,3)   | 18,4 (65,1)   | 13,6 (56,5)   | 22,4 (72,3)   |
| Просек, °C (°F)            | 8,6 (47,5)    | 9,3 (48,7)    | 11,6 (52,9)   | 15,8 (60,4)   | 20,6 (69,1)   | 25,2 (77,4)   | 27,5 (81,5)   | 26,9 (80,4)   | 23,4 (74,1)   | 18,4 (65,1)   | 14,0 (57,2)   | 10,5 (50,9)   | 17,6 (63,7)   |
| Средњи минимум, °C (°F)    | 5,6 (42,1)    | 6,1 (43)      | 7,7 (45,9)    | 11,3 (52,3)   | 15,3 (59,5)   | 19,6 (67,3)   | 22,2 (72)     | 21,9 (71,4)   | 18,5 (65,3)   | 14,3 (57,7)   | 10,6 (51,1)   | 7,4 (45,3)    | 13,4 (56,1)   |
| Количина падавина, mm (in) | 132,3 (52,09) | 99,1 (39,02)  | 76,4 (30,08)  | 44,5 (17,52)  | 23,5 (9,25)   | 9,9 (3,9)     | 7,5 (2,95)    | 3,5 (1,38)    | 14,9 (5,87)   | 40,3 (15,87)  | 87,1 (34,29)  | 153,0 (60,24) | 692,4 (272,6) |
| [ тражи се извор ]         |               |               |               |               |               |               |               |               |               |               |               |               |               |

## Историја
Најстарији слој насеља које је савременик Троје (прве и друге) саградили су Лелези, аутохтони народ Мале Азије, у првој половини трећег миленијума пре нове ере. Ту су се населили Грци почетком првог миленијума пре нове ере. Негде у 7. веку п. н. е. Јонци су освојили Смирну од Еолаца. Име града Смирна, потиче од имена богиње Мирне, а његов симбол је била лавља глава. Првобитна Смирна као град опасан бедемима на брежуљку није имао перспективу, па је напуштена. Нова Смирна основана је на југу залива од стране Александра Македонског, и то је по легенди на вољи две Немериза, које су му дошле у сан. Град је ту насељен после 295 године п. н. е. - оно што је почео Антигон, завршио је Лисимах. Као тринаести члан оживљеног Јонског савеза 288. године п. н. е. Смирна је на новом месту "процветала". Страбон ју је назвао најлепшим градом у Јонији, и са својих 100.000 становника био је други по величини на тој обали, иза Ефеса.
Већи део града раширио се по равници око луке, са храмом Богиње Мајке и гимназијом, правим и поплочаним улицама, од којих су две главне биле "Свет пут" и "Златна улица". Постојао је храм "Дионис пред градом", у којем су слављен празник града. Године 244. п. н. е. током светковине град је напала флота бродова са острва Хиос. Смирјани су дојурили и супротставили се непријатељу и поразили га. Сачувао је град независност до 129. године п. н. е. када је укључен у римску провинцију. Уследио је дуг политички мир који је погодовао напретку, али десио се велики земљотрес 178. године н. е. Аристид је писао Марку Аурелију у вези страдања града, па је град за три године поново обновљен. У оправљеном позоришту грађани су поставили статуе Марку Аурелију и Аристиду.
Хришћанска заједница у Смирни основана је током посета апостола Павла 53-56. године н. е. Ту је једна од седам цркава Јовановог откровења. Св. апостол Јован је крајем првог века н. е. рукоположио Св. Поликарпа за првог епископа Смирне. После смрти тај епископ је спаљен на ломачи по вољи римског проконзула Л. Статија Квадрата. На првом Васељенском сабору у Никеји 325. године Смирну је представљао њен епископ. У 9. веку уздигнута је та епископија на ранг митрополије, што ће остати до краја.
Град је претрпео бурне догађаје: двапут су га пустошили Арапи (654. и 674-675.), заузели Селџуци 1078. године а Византинци ослободили 1097. године, на почетку крсташког рата. Византијски цар Михајло VIII Палеолог је дао Ђенови велике концесије и власт над Смирном 1261. године. Смирна је сматрана за "погодну за трговину, са добром луком и обиљем разне робе". Град је преотео 1320. године Туркменски кнез Умур-бег, а ослобођен ангажовањем римског папе Климента VI децембра 1344. године. Татар Тимурленк је освојио током двонедељне опсаде Смирну 1403. године "поклао њене житеље и оставио уобичајену пирамиду од лобања као упозорење".
Смирну је у рушевинама заузео 1415. године султан Мехмед I, а за сто година то је постала највећа турска лука после Цариграда. Од Сулејмана Величанственог уобичајило се да султани дају европским силама трговачке привилегије, што је изазвао велики просперитет града. Примат су прво имали Французи, а потом Енглези. У граду су се населили трговци и поморци, отворени конзулати европских држава а град попримио космополитски карактер. Турска царевина је већ постала велико отворено тржиште роба. По Турцима град су због надмоћи хришћана прозвали "Неверничка Смирна". Грци су (1906) били доминантни са 135.000 становника, 55 цркви и 133 свештеника. Због тога је Грчка после Првог светског рата на наговор савезника, пре свега Енглеза, анектирали град са залеђем. Било је то 15. маја 1919. године, али то им је оспорио турски националистички покрет Кемала Ататурка. Бранећи Анкару Турци су у огорченом наступу уништили грчку армију: пола је заробљено, а пола војске евакуисано бродовима. Турци су град повратили 9. септембра 1922. године и то је њихов "Дан победе" који се од тада слави.
Четири дана након уласка турске војске уништен је већи део града у великом пожару, жртве огромне поднели су са чак 50.000 пострадалих - Грци и Јермени, а митрополит смирнски Хрисзостом је убијен. Преостало грчко становништво је 1923. године депортовано, на основу размене грчког и турског становништва. Град су преплавиле бројне избеглице са Балкана и Анадолци уз ратом уништених насеља. Услед неколико земљотреса и пожара нестали су многи споменици прошлости.

## Срби у Смирни
Смирна је појам који код нас означава допадљиву мирисну течност, миро која се употребљава приликом богослужења. Асоцира на хришћанство, цркву, светост. У старој Смирни (или Измиру) бавили су се не само Срби трговци (највише Бокељи) и капетани бродова, већ и вагабунди. О авантуристима је остало више трага у литератури, јер су и сами описали у путописима своја лутања. Многи Срби су потражили срећу у том атрактивног малоазијском граду на мору, познатом и по лепој клими.
Три наша велика путописца - књижевника свраћала су у Смирну. Тамо се најпре бавио средином 18. века Доситеј Обрадовић књижевник и српски просветитељ, где је учио "јелино-грчки језик", како наводи у својој "Буквици". Провео је лепе три године (1763—1766) на стану и у школи код тамошњег познатог учитеља Јеротија. Тај учитељ је попут старих грчких филозофа, живео заједно са својим ученицима. Србин је напустио Смирну, место где је био уважен и познат као "папа Сербос" (чика Србин), јер се прибојавао обести Турака.
Архимандрит крупски Герасим Зелић велики путник, стигао је вођен авантуристичким духом, такође у Смирну у лето 1785. године. Потражио је дом тамошњег Србина, "господара" Стефана Куртовића. Ту је провео неколико месеци, не искористивши довољно гостопримство домаћиново јер се разболео. Након чудесног оздрављења, од вероватно запаљења плућа, Зелић је октобра месеца са поморским капетаном Јевтом Вучетићем Драшкичевићем кренуо на броду, преко мора у Трст.
У Смирну се упутио из Трста, где је био гост код Квекића, на галији и Јоаким Вујић авантуриста и путописац. Стигао је он 14. марта 1804. године у "једну од најзнаменитијих трговачких вароши на свету" звану Смирна, или по турски - Измир. Није се ту дуже задржао, јер су га мамиле модре даљине. Оставио је мемоарске белешке, и о тој животној епизоди. Он је своје књиге видео у Смирни, јер су их тамошњи читаоци у своје време добавили.
Пренумерација српских књига и листова даје леп увид у културно присуство Срба у том граду. Тако се као претплатник Стојковићеве цењене књиге 1802. године јавља из Смирне "у Малој Азији", Христифор Куртовић велико-купац. Трговац Куртовић се јавља пренумерантом још једне српске књиге 1805. године. Набавио је у друштву са Марком Квекићем такође купецом, француско-српски речник.
У Смирни је живео 1849. године Србин, Михановић код кога се налазио у колекцији, и стари српски рукопис "Номоканона" настао још 1262. године.
Срби трговци углавном Бокељи и Херцеговци, у Смирни су устројили у 19. веку један Хиландарски метох, у његовом центру. Године 1827. ту се бавио "водружитељ", проигуман Хиландарски Јанићије. Најзаслужнији је био трговац и велики родољуб српски Стеван Куртовић, познаник и доброчинитељ Доситејев из Беча. Била је то велика квадратна, спратна грађевина на лепом месту. У згради је било много дућана и "дућанчића" у приземљу, док су на спрату били станови и једна црквена просторија. Трговачки локали и станови су давани у кирију. Уз метох се груписала "српска колонија" која је чинила православну парохију, у једно време са 100 домова. Временом су се ти Срби погрчили, колонија српска изгубила, а због духовника Грка, као и женидбом и удајом. Њихови одрођени потомци, из мешаних бракова измењаних презимена, су по предању знали своје порекло и то помињали - да су од Куртовића, Бошковића и других српских фамилија.
Приповетке које је објавио Вук 1853. године стигле су далеко на југ у Смирну. Ту је оформљен претплатнички пункт који су чинили Срби Бокељи - сви ангажовани од аустријског "Лојда". Лојд је име аустријско парабродско друштво које је по важним лукама имало своју агентуру. Били су то Ришњани: Јово Јовановић агент, затим поморски капетани Јово Папреница, Богдо Петковић и Андрија Јовановић, те Алвице Вицковић "перашидам" и Саво Поповић службеник агенције. И следеће 1854. године има читалаца српске књиге у Смирни. Купац занимљивог географског дела био је трговац Стефан Глоговац.
Врчевићеве шаљиве српске загонетке отишле су чак у Смирну. Тамо је формиран пункт од чиновника и помораца Срба који се наводе у списку пренумераната. Били су то: Сава Поповић "ревнитељ књишки код аустријског "Лојда", Јован Јовановић агент аустријског "Лојда", његов унук Славен и супруга Пола, затим капетани поморски - Јово Папреница, Марко и Мићо Лумбардић, Симо Лазаревић, Тодор Укропина, Андрија Јовановић, Д. Атанасковић, Ђиђе Вицковић, Спиро Мариновић и Мићо Лазаревић. Саво Поповић благајник у Смирни купио је 1864. године и књигу епских песама црногорског владара Мирка Петровића. Вукову књигу о српским обичајима из 1867. године узели су читаоци у далекој Смирни. Скупљач претплате био је Вуко Поповић свештеник и катихета у реалним државним школама, а прикључили су му се и госпође Полексија Јовановић и Харилкија Котурић (са синовима Славом и Јовицом), Саво Поповић благајник "Лојда" - за себе и братића Уроша.
Професор, капетан и Србин-Бокељ Мато Мрша је рекао Лазару Томановићу: Али на Змирни немасно хрвата него помораца.

## Становништво
Према процени, у граду је 2009. живело 2.699.721 становника.
| 1960.   | 1980.   | 1990.     | 2000.     |
| ------- | ------- | --------- | --------- |
| 370.900 | 530.064 | 1.758.780 | 2.232.265 |

## Партнерски градови
- Баку
- Сијетл
- Мелбурн
- Бремен
- Мумбај
- Фамагуста
- Тел Авив
- Самарканд
- Лонг Бич
- Напуљ